# Así es la vida (obra de teatro)
Así es la vida es una obra teatral escrita por los dramaturgos argentinos Arnaldo Malfatti y Nicolás de las Llanderas que fue estrenada en 1934 por la compañía Muiño-Alippi. 
Desde entonces ha sido representada por diversos elencos en numerosas oportunidades en el teatro, sirvió de base para una obra musical y se realizaron varias versiones cinematográficas.

## Argumento
Su argumento abarca treinta años en tres actos que transcurren en 1905, con el apogeo familiar, en 1916, que narra el desmembramiento de la familia, su decadencia y en 1934 con el reverdecer de la familia con las nuevas generaciones.

## Personajes principales
- Felica, la hija solterona.
- Ernesto, el padre
- Alberto
- Carlos
- Tota, la nieta
- Liberti
- Eloísa, la madre

## Algunas representaciones
En las temporadas 1967/8 la obra fue puesta en escena con dirección de Pedro Escudero con Luis Sandrini en el personaje de Ernesto y comenta Pellettiere sobre su actuación:{{cita|”…con un texto ‘pasable´y bien rodeado, las cualidades fundamentales de Sandrini están intactas. Era, nuevamente, el dueño de los tiempos de la actuación. Marcaba el tirmo de la puesta con un manejo notable de su efecto en el público, modulando tanto los momentos cómicos como los sentimentales, mediante inversiones, contratiempos y una manera más depurada que en su fase anterior, de la actuación realista” Acompañaron a Sandrini actores que se desempeñaban en la comedia, como Ángel Magaña y otros provenientes del circuito culto, como Mecha Ortiz. La escenogarfía se realizó con bocetos de Raúl Soldi y el vestuario estuvo a cargo de Eduardo Lerchundi.
En 1960 Cecilio Madanes dirigió la puesta de escena de Así es la vida, con Eva Franco, Amelia Bence, Luis Arata y Santiago Arrieta,
En 1960 se reestrenó la obra en el Teatro Odeón.

## Versión musical
En 1976 fue puesta en la Sala Martín Coronado del Teatro General San Martín una versión musical de la obra Así es la vida titulada Dulce...dulce vida cuyos intérpretes principales fueron Eduardo Rudy, Vicky Buchino y Aída Luz. Los autores fueron Víctor Buchino y Wilfredo Ferrán y la coreografía, de Eber Lobato.

## Versiones fílmicas
- Así es la vida, película argentina dirigida en 1939 por Francisco Mugica.
- Azahares para tu boda, película mexicana dirigida en 1950 por Julián Soler.
- Así es la vida, película argentina dirigida en 1977 por Enrique Carreras.

## Opiniones críticas sobre la obra
En la década de 1930 se inicia con las obras Así es la vida y El sostén de la familia (1931) de Carlos S. Damel y Camilo Darthés, entre otras, un tipo de comedia en el que prevalece lo sentimental. En Así es la vida la narración de tono intimista y cálido contiene fuertes pautas morales respecto de cómo debían ser las cosas: roles familiares claramente asignados, el padre es la  la autoridad indiscutida y sostén económico del hogar; la madre, modelo de ternura, es la guardiana del ámbito privado y de la virtud de sus hijas mujeres que, por su parte, están sujetas sin posibilidad de cuestionamientos a la figura del hombre, representada primero por el padre y luego por sus esposos; la defensa de los valores tradicionales, incluida la religión, a todo lo largo de la pieza y en especial en la situación de la hija que queda solterona porque su novio, de ideas socialistas, rehúsa casarse por iglesia.